# Svarthuvad sparv
Svarthuvad sparv (Emberiza melanocephala) är en fågel i tättingfamiljen fältsparvar.  Den häckar i östra Medelhavsområdet och västra Asien. Vintertid flyttar den huvudsakligen till Indien och närliggande länder. Tillfälligt påträffas den norr om utbredningsområdet, bland annat vid ett knappt 50-tal tillfällen i Sverige. Arten är mycket nära släkt med stäppsparven och är bortsett från hanens häckningsdräkt i princip identisk med denna. IUCN kategoriserar den som livskraftig. 

## Utseende och läte
Den svarthuvade sparven är långstjärtad och mäter cirka 17 centimeter. Näbben är konisk och ljugrå. Den adulta hanen har kraftigt gulfärgad undersida och svart hjässa. Dess rygg och övergump är ostreckad och rödbrun. Honans fjäderdräkt är en urtvättad variant av hanen, med ljusare undersida, gråbrun rygg och gråaktigt huvud. Juvenilen är lik honan och båda kan vara svåra att särskilja ifrån den närbesläktade arten stäppsparv i samma fjäderdräkter. Lokalt hybridiserar de båda arterna.

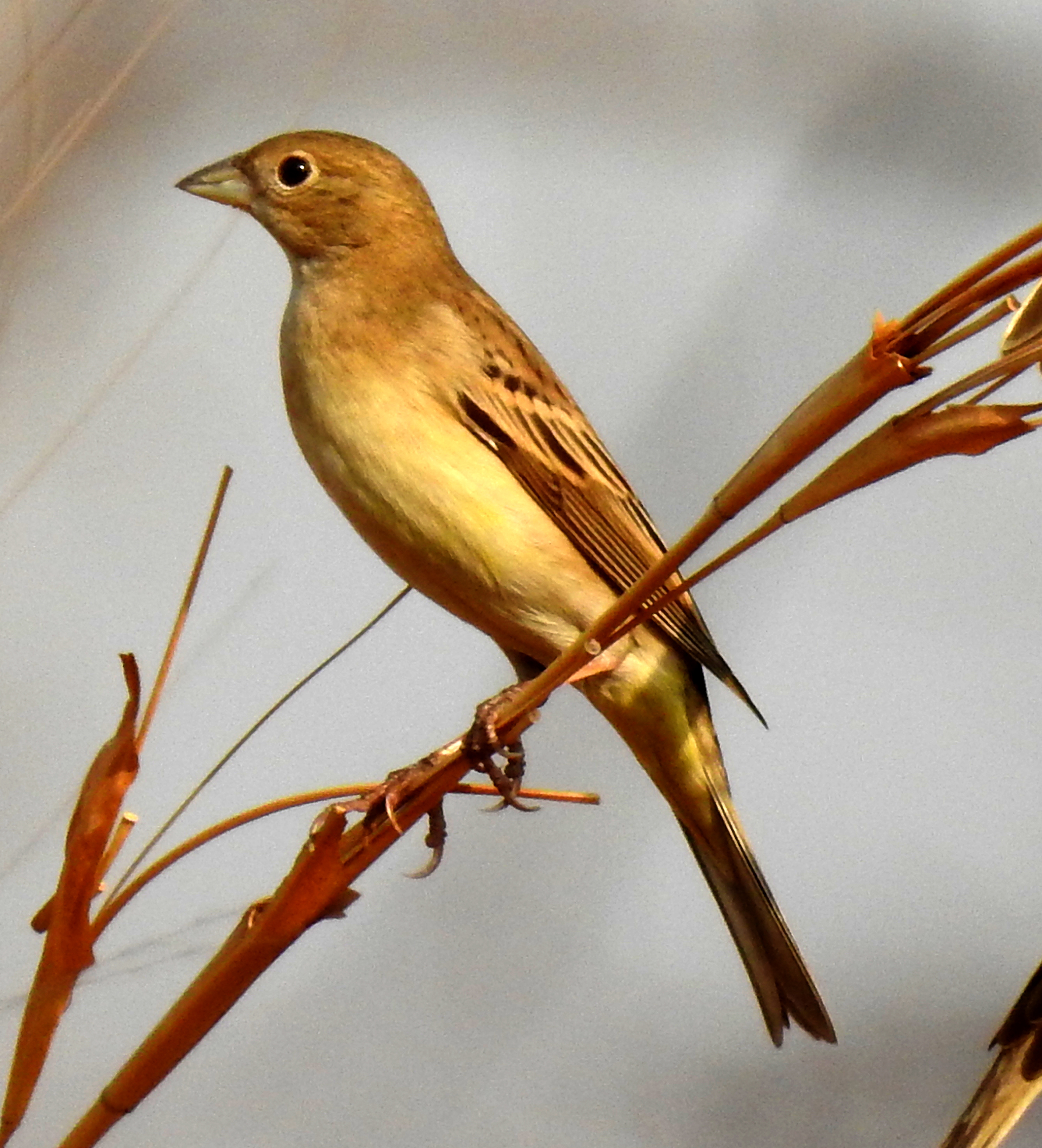
Hona fotograferad i den indiska delstaten Maharashtra.

Dess lockläte är ett mjukt zrit, och sången ett hoppigt zrit zrit zrit srut srut srut.

## Utbredning
Svarthuvad sparv är en flyttfågel som häckar från sydöstra Europa, i Grekland, östra Italien, Turkiet och österut till Iran, möjligen även i intilliggande Pakistan. Den övervintrar främst på indiska subkontinenten. Under flyttningen passerar den Arabiska halvön i låga antal.
Sällsynt men regelbundet ses den i Västeuropa och Nordafrika. Den har även påträffats i Asien kring Bajkalsjön samt i östra Asien huvudsakligen i Korea, södra Japan och Fujian i Kina, men även i Thailand, Laos, Hong Kong, Filippinerna samt på Borneo.

### Förekomst i Sverige
I Sverige har den setts 48 gånger, första gången 1952 i Ottenby, Öland och senast i Stöllet i  Värmland 5/6 2021. Merparten av fynden har gjorts i slutet av maj eller början av juni.

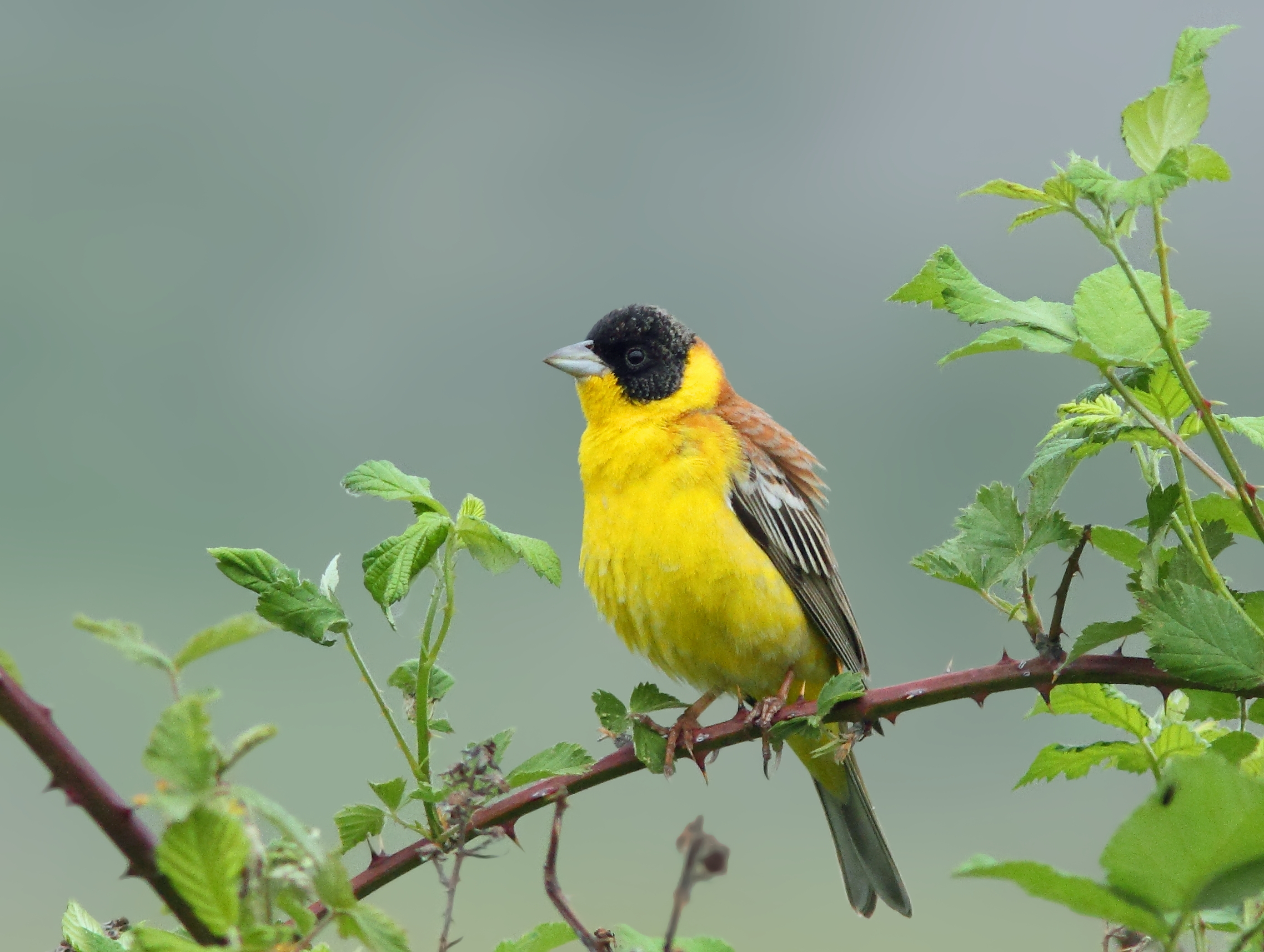
Hane svarthuvad sparv fotograferad i Bulgarien.

## Systematik
Svarthuvad sparv beskrevs vetenskapligt som art av italienska naturforskaren Giovanni Antonio Scopoli 1769. Dess artnamn melanocephalus betyder just "svarthuvad", från grekiskans melas för "svart" och kephale för "huvud".

### Släktskap och släktestillhörighet
Svarthuvad sparv och stäppsparv är mycket nära släkt med varandra. DNA-studier visar att tillsammans med tofssparv (traditionellt i det egna släktet Melophus) utgör de en egen klad, relativt avlägset släkt övriga i släktet Emberiza. Olika taxonomiska auktoriteter har behandlat dessa resultat på två olika sätt. Oftast inkluderas tofssparven i Emberiza, medan andra urskiljer svarthuvad sparv och stäppsparv i ett eget släkte, Granativora.

## Ekologi

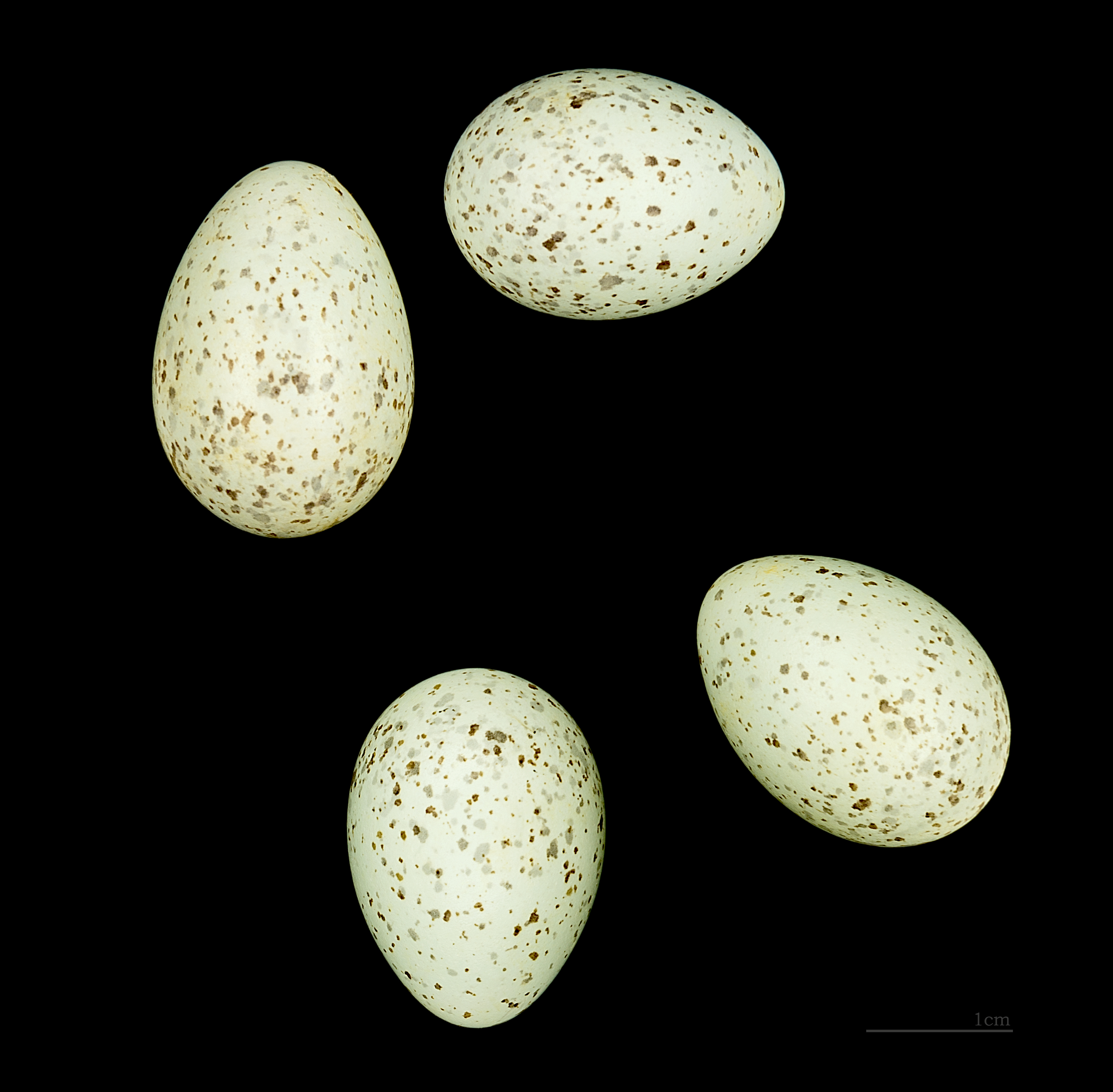
Ägg från svarthuvad sparv.

Svarthuvad sparv häckar i öppna buskbiotoper och jordbruksbygd, vanligen från havsnivån till lokalt 2 000 meters höjd. Den lägger i genomsnitt fyra till sex ägg i ett bo placerat i ett träd eller i en buske. Under perioden då den matar sina ungar lever den främst av insekter och övrig tid på frön. Den lämnar häckningsområdena i slutet av juli och augusti, då den flyger rätt direkt mot sydost och anländer i övervintringsområdet så tidigt som augusti–september. Där påträffas den vid odlade fält och i snårbuskmaker där den tar nattkvist. Fågeln lämnar sedan för att sedan flytta åt nordväst igen i mars–april.

## Status och hot
Arten har ett stort utbredningsområde och en stor population med okänd utveckling. Utifrån dessa kriterier kategoriserar IUCN arten som livskraftig (LC). Världspopulationen uppskattas till mellan 7,6 och 27,5 miljoner häckande individer.
I Europa minskade arten kraftigt mellan 1970 och 1990. Nedgången kopplas till förändringar av jordbruket genom röjning av häckar och buskar i delar av utbredningsområdet, flitig användning av bekämpningsmedel och förändring av landanvändning när olivlundar ersätts med majsfält och kornåkrar av kommersiella fruktodlingar.